# Ando Gilardi
Aldo Gilardi (Arquata Scrivia, 8 giugno 1921 – Ponzone, 5 marzo 2012) è stato un fotografo, giornalista, storico della fotografia italiano.
Da partigiano prese il nome Ando e lo mantenne per tutta la vita.

## Biografia
Cominciò ad occuparsi di fotografia nel 1945, subito dopo la Seconda guerra mondiale. Per conto di una commissione inter-alleata incaricata di raccogliere prove per i processi ai criminali nazi-fascisti, restaurò e riprodusse immagini belliche. Fu fondatore della Fototeca Storica Nazionale che oggi porta il suo nome. Lavorò come giornalista prima al quotidiano l'Unità, in seguito nei rotocalchi Lavoro e Vie Nuove, proseguendo anche nell'attività di ricerca fotografica. Tra gli anni cinquanta e gli anni sessanta, con le sue riprese etnografiche, collaborò con Ernesto de Martino (Università di Sassari), Tullio Seppilli (Università di Perugia) e Diego Carpitella (Istituto Etnomusicale dell'accademia di Santa Cecilia in Roma).
Dal 1962 si è dedicato esclusivamente alla fotografia, alla ricerca storica e all'organizzazione di mostre ed esposizioni . Ha partecipato alla ricerca iconografica per la realizzazione delle monumentali enciclopedie Universo e Le Muse ed ha collaborato a numerose riviste del settore. È stato direttore tecnico per alcuni anni di Popular Photography Italiana, e dal 1969 al 1989 anche cofondatore e condirettore dei periodici Photo 13 (per il quale ha ottenuto il Premiolino 1973) , Phototeca, Index, Storia Infame..., Materiali, presso la redazione della Fototeca Storica Nazionale. Dal 1984 al 2010 ha collaborato a Progresso Fotografico (che successivamente cambiò la testata in PCphoto) curando la rubrica Libri.
Nel Pioniere dell'Unità del 1965 e del 1966 furono pubblicati suoi racconti: Prego sorrida, Come e come scrivere con la macchina fotografica, Vacanze intelligenti. Gira!, L'arte del ritratto non è difficile e Cicci! Cicci! Un trucco per i gruppi.
Il rigore delle sue ricerche per la storia della fotografia è stato pari all'interesse con cui sperimentava la fotografia d'avanguardia. Interessante la pubblicazione su PHOTO 13 della sua ricerca sul fotodinamismo futurista di Anton Giulio Bragaglia in relazione alla fotografia movimentista dei primi anni settanta così come i falsi reportage di guerra di Bruno Vidoni. Nel decennio 1977-1987 ha collaborato come consulente fotografico, e svolto alcuni corsi per il Centro Televisivo Universitario (CTU) della Statale di Milano diretto dal prof. Giovanni Degli Antoni e successivamente dalla dott. Patrizia Ghislandi. Negli anni seguenti, Gilardi ha diretto la realizzazione di alcuni dei primi libri elettronici interattivi realizzati in Italia su videodisco: Ipotesi di corso sulla Fotografia e Progetto Giotto su videodisco e Museum of Museums of Italian Renaissance Art, su cd ROM, realizzato in Giappone. 
Nel 1978, in occasione della manifestazione Venezia 79 La fotografia, in programma per l'anno seguente è stato tra le voci critiche, protestando sulla scelta dei fotografi da esporre e sulla composizione del comitato scientifico..
Tra le mostre va citata anche La Gioconda di Lvov, una mostra itinerante foto-letteraria di immagini spontanee e testi relativi ai fatti dello Sterminio, concepita in collaborazione con un affiatato gruppo di studiosi di storia e di Istituti Storici della Resistenza. Trasferitosi nel 1993 nella sua dimora piemontese, nel paese d'origine dei genitori, ha continuato a contribuire agli studi nel campo fotografico attraverso Internet. Ha proseguito il suo percorso di storico dei procedimenti di fabbricazione delle immagini, sperimentando in prima persona le nuove tecniche di produzione digitale, e per due anni (2002-2004) ha animato lo spazio espositivo della Biblioteca Civica di Acqui Terme, La Fabbrica dei Libri, con l'allestimento di mostre didattico-artistiche a cadenza bimestrale. Nell'agosto 2008 ha creato “TubArt” il suo canale personale su YouTube. La sua pagina Facebook, aperta nel 2010 con il nome Fototeca Storica Nazionale Ando Gilardi e rinominata, per ragioni di netiquette, solo col suo nome l'anno successivo è stata molto frequentata e piena di spunti per gli amanti della fotografia e dei temi cari al maestro.
Muore il 5 marzo 2012 all'età di 91 anni.

## Il gruppo Foto/gram
Tappa fondamentale nella vita e nell'opera di Ando Gilardi fu il 1979, con la cofondazione del gruppo Foto/gram. Durante i cinque anni successivi, questo complesso di sperimentatori composto da insegnanti e studenti svolse presso moltissime scuole italiane corsi innovativi sull'uso della fotografia nella didattica, pubblicando tre manuali ad uso degli insegnanti e realizzando la Tri-camera Obscura, una macchina fotografica per usi didattici.

## Opere
- Il colore nella fotografia, Istituto Geografico De Agostini, Novara 1972.
- La fotografia dalle origini... alla fotoincisione, Ilford Scuola, Saronno (Varese) 1981.
- Spiracolo-foto-grafia..., ovvero: La fotografia senza obiettivo, Ilford Scuola, Saronno (Varese) 1981
- Fotografia macchina per insegnare, Ilford Scuola, Saronno (Varese) 1979
- La fotografia nell'epoca della sua riproducibilità artistica (in Il Miracolo di San Samuele. Ipotesi per un museo immaginario), Ilford, Saronno (Varese) 1979
- Il Risorgimento italiano nella documentazione fotografica, estratto dalla rivista Ferrania, Milano 1960
- Sillabario fotografico per la prima elementare
- Muybridge, il magnifico voyeur, Gabriele Mazzotta editore, Milano 1980
- Storia della fotografia pornografica, Paravia Bruno Mondadori Editori, Milano 2002
- Storia sociale della fotografia, Giangiacomo Feltrinelli Editore, Milano 1976. Paravia Bruno Mondadori Editori, Milano 2000
- Wanted! Storia, tecnica ed estetica della fotografia criminale, segnaletica e giudiziaria, Gabriele Mazzotta editore, Milano 1978. Paravia Bruno Mondadori Editori, Milano 2003
- Meglio ladro che fotografo. Tutto quello che dovreste sapere sulla fotografia ma preferirete non aver mai saputo. Paravia Bruno Mondadori Editori, Milano 2007
- Lo specchio della memoria. Fotografia Spontanea dalla Shoah a You Tube. Pearson Paravia Bruno Mondadori Editori, Milano 2008
- La stupidità fotografica, Johan & Levi, Monza (MB) 2013 (postumo)